# Birżebbuġa St. Peter's Football Club
El Birżebbuġa St. Peter's Football Club es un equipo de fútbol de Malta que milita en la Primera División de Malta, la segunda liga de fútbol más importante del país.

## Historia
Fue fundado en el año 1946 en la ciudad de Birzebbuga y es el único equipo de fútbol de la ciudad, ubicada al sur de Malta. Nunca ha estado en la Premier League de Malta.
Es más conocido por su academia de formación de jugadores que por los logros del club, la cual es llamada Birzebbuga Windmills Youth Nursery. También cuenta con una sección de fútbol sala llamada Birzebbuga St. Petres Futsal, el cual ha jugado en la máxima categoría.